# ビヤ・ドゥルセ
『ビヤ・ドゥルセ』（スペイン語: Villa Dulce）は、チリのテレビアニメである。チャンネル13で2004年3月20日に初公開された。

## 登場人物
ソニア
演：ティタ・イアコベリ
ヘルソン
演：フレディ・ラヌデロス
ペカ
演：ティタ・イアコベリ
メロン
演：フレディ・ラヌデロス
マルレーナ
演：ティタ・イアコベリ
ナタリオ・リエンテ
演：フレディ・ラヌデロス
メリンダ・リエンテ
演：ティタ・イアコベリ
ルロ
演：フレディ・ラヌデロス
ルイージ
演：フレディ・ラヌデロス
ネメシオ
演：フレディ・ラヌデロス